# 三重大学医疗技术短期大学部
三重大学医疗技术短期大学部（日语：／ Mie Daigaku Iryōgijutsu Tanki Daigakubu *），简称医短，是过去一所位于日本三重县津市的国立短期大学。

## 概要

### 简介
- 学校最早可以追溯到1948年[1]。短期大学为于1989年开办[1]、由日本国经营。招生到1997年、停办于2000年[2]。为男女同校从开办。

### 历史
- 1989年 三重大学医疗技术短期大学部成立并同时设置一个学科即护理学科。
- 1997年 最后一年招生、次年停止招生（正式停办于2000年3月31日[2]）。

## 学校环境
- 校区：在了三重县津市[注 1]

## 历任校长
- 武田进：第一代短期大学校长[3]。

## 组织

### 学科
- 护理学科

### 专科
| - 没有 |

### 业余课程
| - 没有 |

## 相关链接
- 日本短期大学列表